# Peromyscus spicilegus
Peromyscus spicilegus är en däggdjursart som beskrevs av J. A. Allen 1897. Peromyscus spicilegus ingår i släktet hjortråttor och familjen hamsterartade gnagare. Inga underarter finns listade i Catalogue of Life.
Arten blir med svans 189 till 210 mm lång, svanslängden är 95 till 108 mm och vikten varierar mellan 22 och 36 g. Bakfötterna är 23 till 25 mm långa och öronen är 15 till 17 mm stora. I den gulbruna pälsen på ovansidan är några hår på ryggens mitt mörkare. En ockerfärgad strimma skiljer den mörka ovansidan från den vita undersidan. Peromyscus spicilegus har vita framtassar och delvis mörka bakfötter. Typiskt är nästan nakna mörka öron. Svansen är uppdelad i en mörk ovansida och en ljus undersida. I varje käkhalva finns en framtand, ingen hörntand, ingen premolar och tre molarer.
Denna gnagare förekommer i västra Mexiko. Den lever i låglandet och i bergstrakter upp till 1980 meter över havet. Habitatet utgörs av lövfällande skogar, blandskogar och andra områden med träd. Arten vistas allmänt i fuktiga landskap men den håller sig ofta nära torra klippor.
Exemplaren gräver underjordiska bon vid buskarnas rötter. De har antagligen växtdelar och insekter som föda. Dräktiga honor registrerades i augusti och oktober. Honor med aktiva spenar hittades i november. Per kull föds två eller tre ungar.
Skogsröjningar påverkar beståndet i viss mån. Hela populationen är fortfarande stor. IUCN kategoriserar arten globalt som livskraftig.